# Napomnienia Amenemopeta
Napomnienia Amenemopeta (lub Amenemope), inaczej Mądrość Amenemopeta, jest dziełem literackim powstałym w starożytnym Egipcie, najprawdopodobniej w okresie Ramzesów (ok. 1300–1075 przed Chr.); na księgę składa się trzydzieści rozdziałów zapełnionych radami dotyczącymi szczęśliwego, spełnionego życia - najwyraźniej pozostawionymi przez pisarza Amenemope, syna Kanachta jako testament dla syna. Jest to charakterystyczne dzieło Nowego Państwa, “wieku osobistej pobożności”. Księga prowadzi refleksję na temat wewnętrznej wartości człowieka, jego postaw i zachowań prowadzących do szczęśliwego życia wobec narastających trudności życia społecznego i ekonomicznego. Jest uznana za jedno z arcydzieł literatury mądrościowej starożytnego Bliskiego Wschodu i cieszy się dziś szczególnym zainteresowaniem uczonych, ze względu na związki z biblijną Księgą Przysłów.